# تومي ديكسون (لاعب كرة قدم بريطاني)
تومي ديكسون (بالإنجليزية: Tommy Dixon)‏ (8 يونيو 1929 في المملكة المتحدة - 6 فبراير 2014 في المملكة المتحدة) هو لاعب كرة قدم بريطاني في مركز الهجوم. لعب مع برايتون أند هوف ألبيون ونادي ريدنغ ووست هام يونايتد ونادي بارو ونادي ووركينغتون.

## وصلات خارجية
- تومي ديكسون على موقع قاعدة بيانات كرة القدم.إي يو (الإنجليزية)